# Ilíona
En la mitología griega Ilíone o Ilíona era la hija mayor concebida entre los reyes de Troya, Príamo y Hécuba. Se la menciona solo en la Eneida de Virgilio y las Fábulas de Higino. Su historia también aparece en dos tragedias escritas por Pacuvio y Accio. Se dice que cuando Polidoro, hijo de Príamo y de Hécuba, hubo nacido, fue entregado a Ilíone, hija de Príamo, para que lo criara. Ésta era esposa de Poliméstor, rey de los tracios, y ella adoptó a su hermano como a su propio hijo. Ilíone parió a Deípilo, a quien engendró por Poliméstor; Deípilo y Polidoro crecieron como hermanos, así que si algo le ocurriese a cualquiera de los dos, Ilíone debería ceder al otro a sus padres. Pero entonces, después de la caída de Troya, los aqueos quisieron destruir a toda la raza de Príamo, así que arrojaron a Astianacte de los muros, y enviaron mensajeros a Poliméstor prometiéndole a Electra en matrimonio, junto con una gran cantidad de oro si enviaba a Polidoro, hijo de Príamo, a la muerte. Poliméstor no se opuso a las palabras de los embajadores, y mató a su propio hijo Deípilo involuntariamente, pues en realidad pensaba que había matado a Polidoro, hijo de Príamo. Polidoro, de todas formas, se marchó al oráculo de Apolo para preguntar sobre sus padres y se le fue dicho que la ciudad había ardido, su padre estaba muerto y su madre era retenida en la servidumbre. Cuando regresó y vio que la situación no coincidía con las palabras del oráculo, pensando que era hijo de Poliméstor, le preguntó a su hermana Ilíone por qué el oráculo se había pronunciado en vano. Su hermana le reveló la verdad, y siguiendo su consejo primero cegó a Poliméstor, y luego le mató. Se dice que Ilíone, apenada por la muerte de sus padres, acabó suicidándose.